# Ablemma gombakense
Ablemma gombakense là một loài nhện trong họ Tetrablemmidae.
Loài này thuộc chi Ablemma. Ablemma gombakense được Wunderlich miêu tả năm 1995.